# Caspar Andreas von Voss
Caspar Andreas von Voss (* um 1600; † 23. August 1664) war ein römisch-katholischer Geistlicher und Domherr in Hildesheim und Münster.

## Leben
Caspar Andreas von Voss entstammte dem westfälischen Adelsgeschlecht von Voss. Er war der Sohn des Johann von Voss zu Beesten und dessen Gemahlin Johanna Valke.
Am 22. April 1628 wurde er in Hildesheim zum Subdiakon geweiht. Am 24. Oktober 1636 wurde er nach dem Tod des Domherrn Bernhard von Beverförde für die Dompräbende präsentiert und nahm diese am 9. November 1636 in Besitz. Nach Vorlage des Studienzeugnisses der Universität Bourges wurde er am 24. November 1639 emanzipiert. 1661 erhielt er auch in Münster ein Domkanonikat. Er blieb bis zu seinem Tode in diesem Amt.